# Joan Roughgarden
 (septembre 2022).
Joan Roughgarden (née Jonathan Roughgarden le 13 mars 1946) est une écologue et biologiste de l'évolution américaine, professeure émérite de l'Université Stanford. Elle est connue pour sa critique de la théorie de la sélection sexuelle de Charles Darwin.

## Biographie

### Jeunesse et éducation
Roughgarden est née à Paterson, dans l'État américain du New Jersey. Elle complète deux baccalauréats à l'Université de Rochester en 1968: l'un en philosophie et l'autre en biologie. En 1971, elle complète son doctorat en biologie à l'Université Harvard. En 1998, à 52 ans, Jonathan Roughgarden change officiellement de genre et de nom, adoptant le prénom Joan.

### Carrière
Roughgarden a travaillé comme professeure adjointe en biologie à l'Université du Massachusetts à Boston de 1970 à 1972, puis à l'Université Stanford à partir de 1972. Elle fonde le programme Earth Systems à la même université en 1992 et en assure la direction jusqu'en 1999. Elle devient professeure titulaire en 2011 et prend sa retraite la même année, devenant professeure émérite.
Pour sa retraite, elle déménage à Hawaï. Depuis 2012, elle est professeure adjointe à l'institut de biologie marine de Hawaï (en).
Pendant sa carrière, Roughgarden a été récompensée pour son enseignement au premier cycle et a supervisé vingt étudiants au doctorat et quinze chercheurs post-doctoraux.

### Travaux
Roughgarden est l'auteure de plus de 180 articles scientifiques et d'une dizaine de livres. Elle a rédigé des ouvrages de référence d'écologie et d'évolution, ainsi que des essais. 
Elle est notamment connue pour sa critique de la sélection sexuelle de Darwin et pour sa théorie alternative de la sélection sociale (en). Dans un essai publié en 2004 intitulé Evolution's Rainbow: Diversity, Gender, and Sexuality in Nature and People, Roughgarden dresse une liste de comportements sexuels que la théorie de la sélection sexuelle ne permet pas d'expliquer. Elle y documente par exemple des pratiques homosexuelles observées chez de nombreuses espèces, pratiques qui a priori ne contribuent pas au succès reproducteur. En 2005, cet ouvrage reçoit le prix Stonewall Book Award dans la catégorie non-fiction. 
Dans une revue de littérature publiée en 2006 dans le journal Science, elle propose un nouveau cadre théorique basé sur la coopération pour remplacer la théorie de la sélection sexuelle. Avec deux coauteurs, elle soutient qu'il n'y aurait pas de compétition entre les intérêts de la femelle et du mâle, comme la théorie de la sélection sexuelle le stipule. En utilisant la théorie des jeux, ils montrent que la relation entre les deux partenaires serait plutôt de nature mutualiste, les deux parties tirant des bénéfices directs de leur association. Les critiques n'ont pas tardé; une dizaine d'articles sont parus dans Science dans lesquels quarante biologistes de différents pays réfutent les arguments de Roughgarden et ses collègues. Les détracteurs avancent notamment que les résultats de l'analyse de Roughgarden et ses collègues sont prédits par la théorie de la sélection sexuelle, et donc que ceux-ci n'amènent rien de nouveau. Les critiques soulignent aussi qu'il existe tout un ensemble de données qui supportent la théorie de la sélection sexuelle. 
Roughgarden s'attaque de nouveau à la théorie de la sélection sexuelle dans Le gène généreux, un essai, paru en langue originale sous le titre The Genial Gene, en 2009. Elle y décrit 26 phénomènes mieux expliqués par la sélection sociale que par la sélection sexuelle.
Roughgarden s'intéresse aussi aux relations entre la science et le christianisme. Elle publie en 2004 l'essai intitulé Evolution and Christian Faith: Reflections of an Evolutionary Biologist, dans lequel elle soutient que la Bible et la biologie de l'évolution ne sont pas en opposition. Elle y critique toutefois le créationnisme et le dessein intelligent, qu'elle considère comme de la mauvaise science.

## Œuvres